# Lifan 530

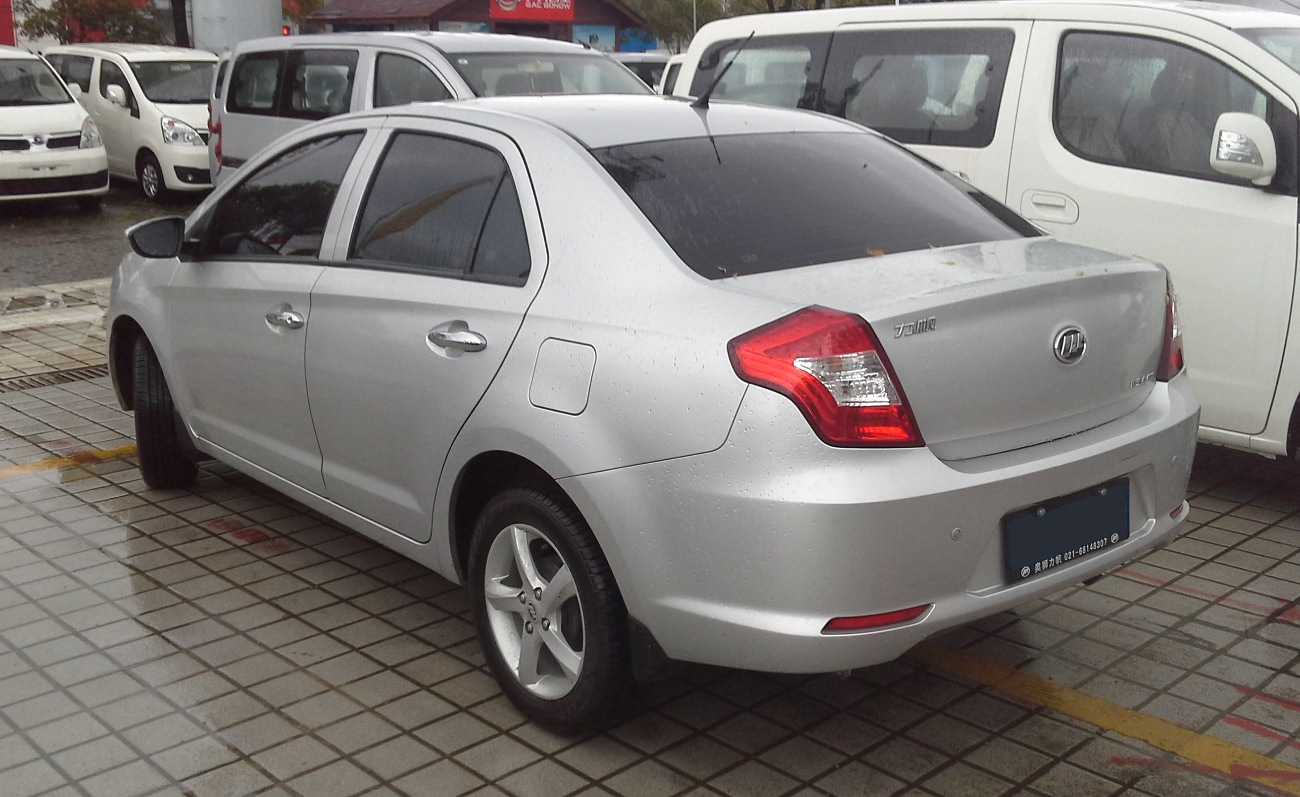
Heckansicht

Der Lifan 530 ist eine Limousine des chinesischen Automobilherstellers Lifan. Das Fahrzeug wurde auf der Guangzhou Auto Show 2011 der Öffentlichkeit vorgestellt und kam am 18. Oktober 2013 auf den Markt. In anderen Ländern wird das Fahrzeug unter dem Namen Lifan Celliya verkauft. In Deutschland ist es nicht erhältlich.
Die Limousine wird von einem 1,3- oder 1,5-Liter-Vierzylindermotor angetrieben. Letzterer leistet 71 kW (97 PS) und kommt auch im Lifan 630 und im Lifan X50 zum Einsatz.

## Technische Daten
|                                             | 1.3                   | 1.5                    |
| Bauzeitraum                                 | 10/2013–04/2018       | 10/2013–04/2018        |
| Motorkenndaten                              |                       |                        |
| Motortyp                                    | R4-Ottomotor          | R4-Ottomotor           |
| Hubraum                                     |                       | 1498 cm³               |
| max. Leistung bei min−1                     | 69 kW (94 PS) / 6000  | 71 kW (97 PS) / 6000   |
| max. Drehmoment bei min−1                   | 119 Nm / 4000         | 133 Nm / 3500–4500     |
| Kraftübertragung                            |                       |                        |
| Antrieb                                     | Vorderradantrieb      | Vorderradantrieb       |
| Getriebe, serienmäßig                       | 5-Gang-Schaltgetriebe | 5-Gang-Schaltgetriebe  |
| Getriebe, optional                          | —                     | (Stufenloses Getriebe) |
| Messwerte                                   |                       |                        |
| Höchstgeschwindigkeit                       | 170 km/h              | 175 km/h (160 km/h)    |
| Beschleunigung, 0–100 km/h                  |                       | 14,7 s                 |
| Kraftstoffverbrauch auf 100 km (kombiniert) | 6,4 l Super           | 6,4 l Super            |
| Tankinhalt                                  | 42 l                  | 42 l                   |